# Коханик, Пётр Юрьевич
Пётр Юрьевич Коханик (англ. Peter G. Kohanik; 22 августа 1880, село Бехеров, Австро-Венгрия — 20 мая 1969, Пассейик, Нью-Джерси) — протопресвитер Северо-Американской митрополии, видный деятель карпаторосского движения в США.

## Биография
Родился 22 августа 1880 года в селе Бехерове на Пряшевской Руси (ныне район Бардеёв, Словакия) в крестьянской семье. Крещён 27 августа 1880 года в грекокатолической церкви Рождества Пресвятой Богородицы в Бехерове священником Михалом Артимом. Получил начальное образование в Ужгороде.
В 1892 году переехал с семьёй в США. В 1894 году переехал в Россию и поступил в Санкт-Петербургскую духовную семинарию. Затем перевёлся в Таврическую духовную семинарию, которую окончил в 1902 году. В том же году рукоположён в диакона и священника. Направлен для служения в США.
С 1902 года — настоятель Иоанно-Предтеченской церкви в городе Чарлерой (штат Пенсильвания), с 1905 года — Архангело-Михайловской церкви в Питтсбурге.
Был благочинным Питтсбургского, а затем Вилкес-Баррского округов. Настоятель православных церквей в США. Основал более 10 новых приходов в США.
В 1910 году — вице-председатель, а затем с 1910 по 1923 годы — председатель Русского православного общества взаимопомощи в городе Вилкс-Барре, штат Пенсильвания.
В 1913 года был назначен секретарём Северо-Американского духовного правления (епархиального совета) и заведующим Нью-Йоркским эмигрантским домом.
С 1916 по 1923 год редактировал церковную газету «Свет», а в 1916, 1917, 1921—1923 годы — «Русские православные альманахи».
С 1917 года — ключарь Нью-Йоркского кафедрального собора.
Занимался миссионерской деятельностью среди карпатороссов-униатов и основал ряд новых православных приходов в США.
C 1925 года и до кончины был настоятелем храма Святого Иоанна Предтечи в городе Пассейик.
С 1947 года — благочинный Нью-Джерсийского округа.
В 1951 году удостоен права ношение митры, позднее возведён в сан протопресвитера.
Скончался 20 мая 1969 года в городе Пассейик (штат Нью-Джерси). Похоронен на кладбище Ист-Риджлоун в городе Клифтон (Нью-Джерси).

## Публикации
- Русское православное кафолическое общество взаимопомощи в Северо-Американский Соединённых Штатах. К ХХ-летнему юбилею. 1895—1905 / Сост. священник Петр Коханик. — Нью-Йорк: Типография газеты «Свет», 1915. — 176 с.
- The Austro-German Hypocrisy and the Russian Orthodox Greek Catholic Church (англ.). — New York: Russian Orthodox Catholic mutual aid society of the United States of America, 1915. — 44 p.
- Русь и Православие в Северной Америке / Сост. протоиерей Петр Коханик. — Вилкес-Барре: Типография газеты «Свет», 1920. — 144 с.
- Наука в Законе Божием = Instruction in God's Law. — Wilkes-Barre, Pa: Типография «Свет», 1923. — 252 с.
- The Most Useful Knowledge for the Orthodox Russian-American Young People (англ.). — [Passaic, N.J.], 1934. — 800 p.
- Christian-Orthodox Light on Speculative Free-Masonry (англ.). — Passaic, N. J., 1948. — 59 p.
- Наша Церковь в Америке и требования Патриаршего престола. — Passaic, N.J.: P. Kohanik, 1945. — 15 с.
- The Mother Church of Christendom is the Holy Apostolic Orthodox Greek-Catholic Church (англ.). — Wilkes-Barre, Pa: «SVIT» — The Light, 1948. — 228 p.
- The Biggest Lie of the Century — «The Ukraine»: Historical Facts Concerning Russia and «The Ukraine» (англ.). — New York: The Russian Orthodox Clergy Association of North America, 1952. — 41 p.
- Прикарпатская Русь под владением Австрии / Филипп Иванович Свистун. Начало истории американской Руси / Написал протопресвитер Петр Коханик. — 2-е изд., доп. — Trumbull : Hardy Lane, 1970. — XII, 645 с.